# Ofensiva turca en el noroeste de Siria de 2018
La ofensiva turca en el noroeste de Siria de 2018, llamada oficialmente por el gobierno turco operación Rama de Olivo, fue una campaña militar que inició oficialmente el 20 de enero de 2018 al noroeste de la gobernación de Alepo, específicamente en el distrito de Afrin, impulsado por la República de Turquía con el propósito de expulsar a los kurdos del norte de Siria y directamente eliminar a la Administración Autónoma del Norte y Este de Siria, todo esto forma en conjunto una fase superior del frente kurdo, los constantes conflictos entre rebeldes, la progresiva ruptura de la oposición unida y un incremento de la intervención militar turca en la guerra civil siria. El gobierno de la República Árabe Siria, tachó la operación de «agresión militar a un país soberano», mientras que Rusia acusó a Estados Unidos de ser el principal culpable del desarrollo de la campaña por incitar el «separatismo kurdo» en la región del Kurdistán occidental.
Los principales grupos que se encuentran involucrados en el desarrollo de la operación bélica son por el lado kurdo las Unidades de Protección Popular,
las Fuerzas Democráticas Sirias, las Unidades Femeninas de Protección (todos formados en Siria) y el Partido de los Trabajadores de Kurdistán (original de Turquía), este último considerado por Turquía como «organización terrorista», y por el lado turco están las mismas Fuerzas Armadas de Turquía, la organización opositora de la Coalición Nacional para las Fuerzas de la Oposición y la Revolución Siria, esta última está en contra de la idea de un posible reconocimiento a un estado kurdo al igual que Turquía, y por último diversas brigadas de poblaciones turcomanas, turcas y árabes incrementaron las filas de la alianza turco-siria.
La operación empezó el 19 de enero pero fue confirmada por el presidente Recep Tayyip Erdoğan al día siguiente después de que ocho aviones de la Fuerza Aérea de Turquía bombardearan objetivos kurdos en Rojava y que miembros del Ejército Libre Sirio (brazo militar de la Coalición Nacional Siria) comenzaran la invasión terrestre a Afrin. Posteriormente, el Estado Mayor turco precisó que más de 70 aeronaves participaron en el inicio de la operación, dando como resultado el bombardeo de 10 lugares específicos con amplia población kurda.

## Fondo del asunto

### Antecedentes específicos

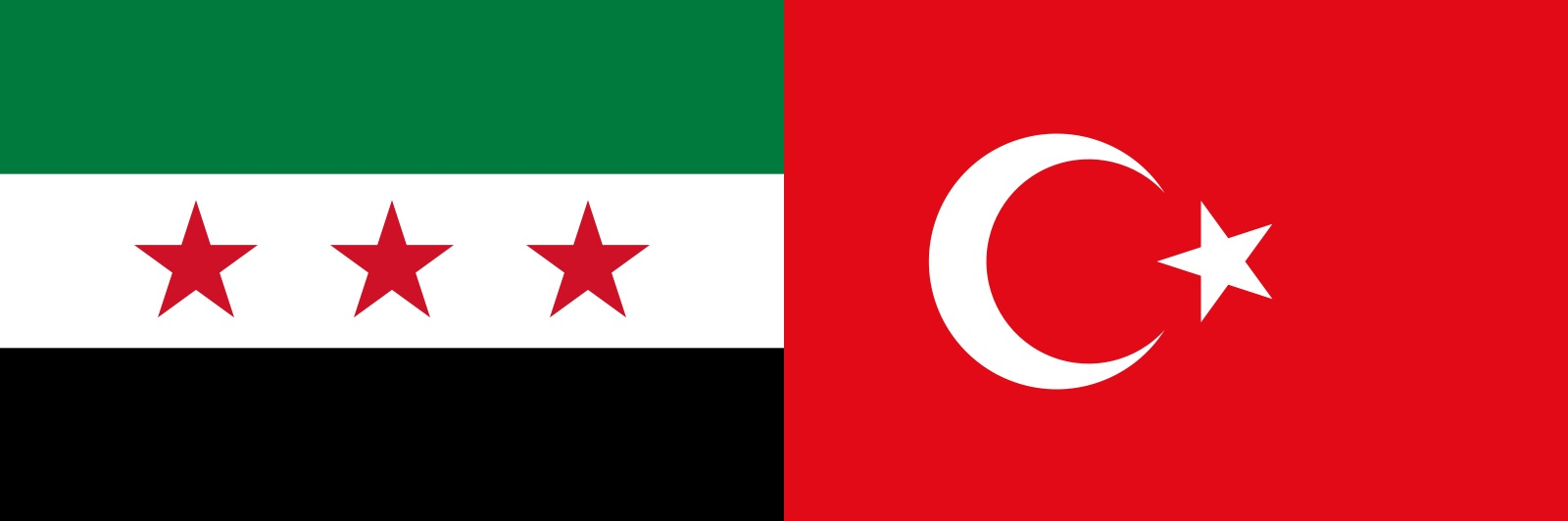
La relación entre Turquía y la Oposición Siria anti-kurda se intensificó luego de que Estados Unidos eliminó su ayuda a los rebeldes árabes a favor de los kurdos.

La ofensiva se germinó en medio de la creciente tensión entre los gobiernos de Turquía y Estados Unidos sobre el apoyo de este último a las Fuerzas Democráticas Sirias, que están compuestas principalmente por combatientes kurdos de las Unidades de Protección Popular, que Turquía considera como una rama del Partido de los Trabajadores del Kurdistán. En particular, el gobierno turco se opuso a los planes anunciados por Estados Unidos de entrenar y equipar a una fuerza fronteriza compuesta por kurdos de 30,000 efectivos, lo que para el gobierno de Turquía representa una amenaza directa para su seguridad.

Un país al que llamamos aliado insiste en formar un ejército terrorista en nuestras fronteras... ¿Qué puede ser el objetivo de ese ejército terrorista sino es Turquía? Nuestra misión es estrangularlo antes de que nazca.
Recep Tayyip Erdoğan, presidente de Turquía.

En los días previos a la operación, el Ejército de Turquía y el Ejército Libre Sirio intercambiaron fuego de artillería contra miembros de las Unidades de Protección Popular a lo largo de la frontera común entre Siria y Turquía cerca de Afrin. Las Unidades de Protección Popular como respuesta bombardearon la ciudad de Azaz, controlada por el Ejército Libre Sirio. La agencia estatal turca Anadolu informó que los observadores militares rusos en el distrito de Afrin comenzaron a retirarse el 19 de enero de 2018 en anticipación del inicio de la ofensiva turca contra las posiciones kurdas.
El 21 de enero, Erdoğan advirtió que cualquier persona en Turquía, sea kurdo o no, que protestara en contra de la operación pagará un «alto precio». Erdoğan luego agregó: «Sepan que donde sea que salgan a la calle nuestras fuerzas de seguridad están en sus cuellos».

### Preparativos
El 18 de enero el ministro de Exteriores de Turquía, Mevlüt Çavuşoğlu, anunció que el ejército de Turquía iba a intervenir en los distritos de Afrin y más adelante de Manbij, todos ubicados al norte de la Gobernación de Alepo, que estaban controladas por las Unidades de Protección Popular. Las declaraciones de Çavuşoğlu se produjeron tras el anuncio por parte de la coalición liderada por Estados Unidos en Siria e Irak oficializó la creación de una Fuerza de Seguridad Fronteriza, compuesta en su mayoría por kurdos, cuyo propósito iba a ser patrullar los límites territoriales sirios.

### Justificación de la operación por parte de Turquía
El gobierno turco se ampara apelando al "Derecho a Legítima Defensa" del artículo 51 de la Carta de las Naciones Unidas (ONU) y las resoluciones del Consejo de Seguridad de la ONU en relación con la «lucha antiterrorista». Pese a que las Unidades de Protección Popular no están consideradas terroristas por ningún Estado en el mundo —excepto por Turquía—, el Gobierno turco se aferra a la acusación de que esta es la sucursal siria del Partido de los Trabajadores del Kurdistán (PKK) que si es catalogada como organización terrorista tanto por Turquía como por Estados Unidos y la Unión Europea. Sin embargo, esta no es la única «organización terrorista» que el gobierno turco asegura combatir, también aseguran desde el gobierno que el Estado Islámico tiene presencia en el distrito de Afrin a través de un supuesto pacto secreto entre las tropas kurdas y las milicias del Daesh en la batalla de Al Raqa de 2017 que constaba en la retirada de los militantes de Estado Islámico de la ciudad de Al Raqa a cambio de «combatir contra Turquía para las YPG en Afrin». Dicho supuesto pacto secreto no fue constatado por ninguna Nación ni tampoco organismo no gubernamental alguno.

## Operación

### Movimientos de fuerzas

El Jefe de Estado Mayor Turco Hulusi Akar junto a altos comandantes de las Fuerzas Armadas dirigen una sesión informativa de la operación.

El gobierno turco anunció el inicio de la ofensiva el 19 de enero de 2018, y el ministro de Defensa turco Nurettin Canikli declaró: «La operación había comenzado de facto con los bombardeos transfronterizos». Agregó que no se había dado orden para el cruce de tropas terrestres turcas a Afrin. Turquía intensificó su bombardeo más tarde, mientras que las Unidades de Protección Popular afirmaron que 70 proyectiles habían sido disparados durante la noche. Después de días de bombardeos, aviones de combate turcos el 20 de enero de 2018 llevaron a cabo ataques aéreos en el distrito fronterizo contra posiciones ocupadas por los grupos kurdos.
El Observatorio Sirio para los Derechos Humanos declaró que 14 personas en un hospital psiquiátrico habían resultado heridas por los bombardeos de las Fuerzas Democráticas Sirias. Los medios turcos informaron que 20 autobuses que transportaban a simpatizantes del Consejo Nacional Sirio habían cruzado a Siria a través del cruce fronterizo de Öncüpinar. Un fotógrafo extranjero declaró que 30 autobuses que transportaban combatientes sirios también habían cruzado el paso fronterizo de Cilvegözü.
El 20 de enero, la agencia de noticias pro-kurda Hawar informó que los combatientes del Ejército de Revolucionarios en la ciudad de Shahba infligieron daños a las filas del Ejército Libre Sirio respaldado por Turquía, ya que mataron a cuatro combatientes de dicho bando e hirieron a otros cinco, todo esto como parte de la respuesta kurda a los recientes bombardeos de áreas civiles con población kurda. Las Unidades de Protección Popular dispararon cohetes en las ciudades fronterizas turcas de Kilis y Reyhanli, donde al menos un civil fue asesinado entre un número de heridos. Turquía anunció que sus ataques aéreos habían alcanzado 150 objetivos en Afrin.
El Estado Mayor turco hizo el anuncio en una declaración publicada en su sitio web, diciendo que el objetivo de la misión es «establecer seguridad y estabilidad en nuestras fronteras y regiones, para eliminar a los terroristas de PKK/ KCK / PYD-YPG e ISIL».

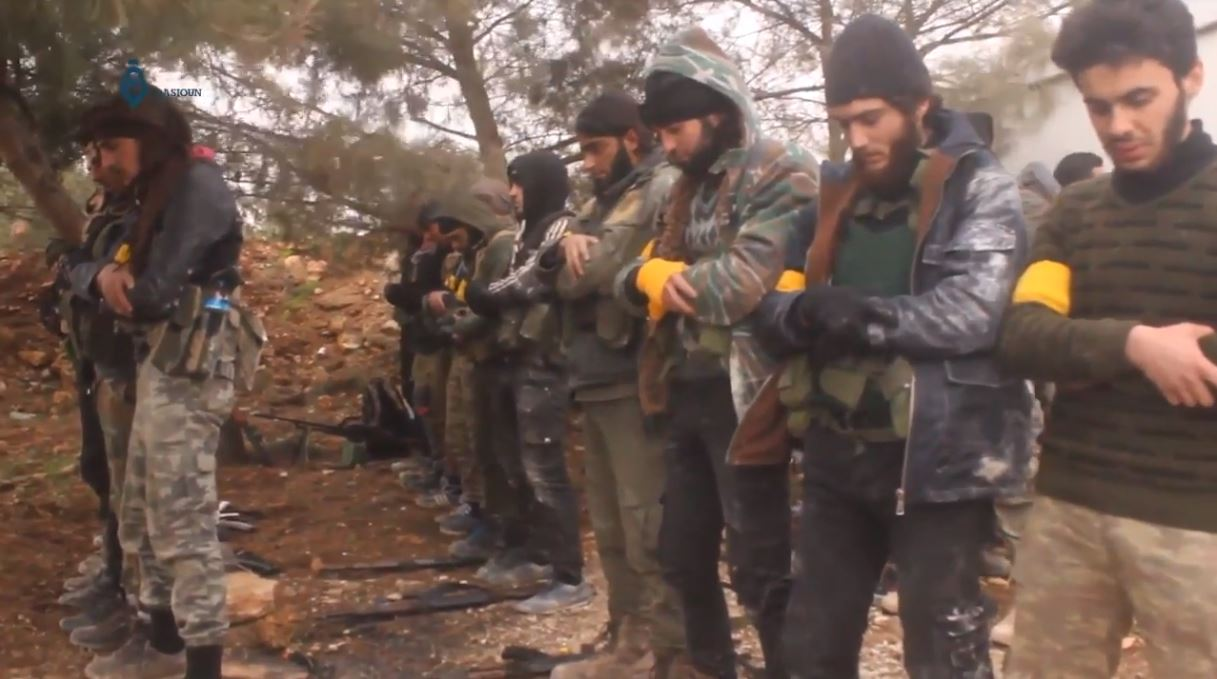
Miembros del Ejército Libre Sirio orando durante una pausa a su intervención al área agreste de Afrin.

El 21 de enero de 2018, los medios estatales turcos informaron que las fuerzas terrestres turcas comenzaron a moverse hacia Afrin y habían avanzado hasta 5 kilómetros (3,1 millas) en el territorio. El Observatorio Sirio para los Derechos Humanos informó que las tropas turcas se habían enfrentado con las milicias kurdas en las fronteras norte y oeste de Afrin y entraron en las ciudades de Shankil y Adah Manli al oeste.
Para el 22 de enero de 2018, las ya unidas fuerzas turco-sirias anunciaron la captura de siete pueblos, aunque las Unidades de Protección Popular logró expulsarlos de dos. El mismo día, se informó que el primer soldado turco murió en la lucha.
Para el 23 de enero de 2018, las ganancias territoriales de las fuerzas pro turcas seguían siendo "limitadas". Ambos bandos afirmaron haber causado numerosas bajas el uno al otro, en medio de la lucha de varios puntos estratégicos en la frontera. Mientras tanto, aproximadamente 5,000 civiles habían huido del avance turco en las áreas disputadas, instalándose en las áreas centrales de la distrito de Afrin.

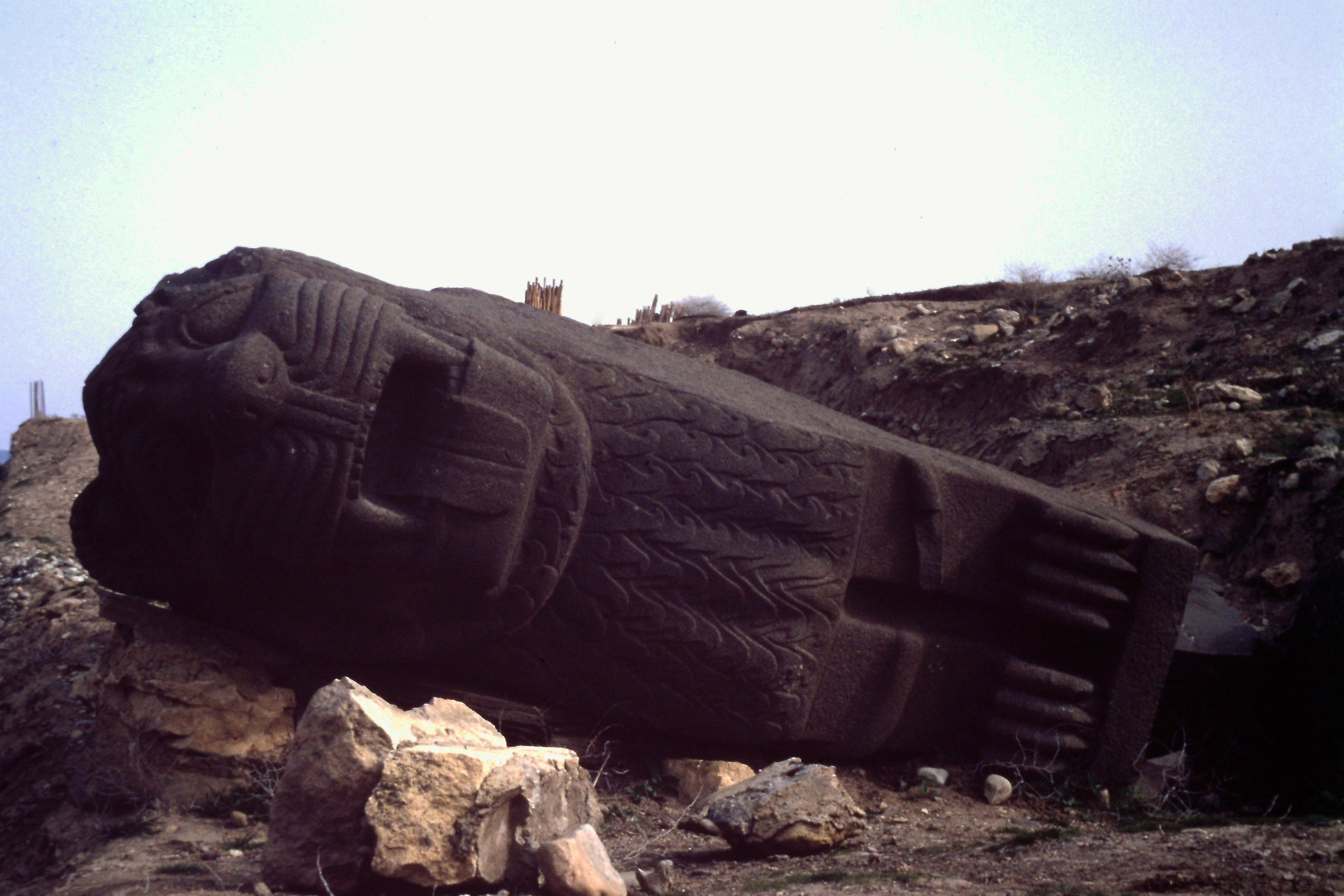
El Templo de Ain Dara quedó destruido por los bombardeos turcos.

El 27 de enero, se da el primer ataque suicida kurdo contra las fuerzas turco-sirias, una combatiente kurda arrojó una granada contra la torreta de un tanque turco, destruyendo el vehículo militar, matando a dos soldados turco y provocando su propia muerte. El ataque tuvo lugar durante los combates en el pueblo sirio de Hemame.
El 28 de enero, las fuerzas turco-sirias lograron su primera victoria significativa al capturar la montaña de Barsaya después de que varios ataques previos en la montaña iniciados el 22 de enero fallaran como consecuencia de la defensiva kurda.
A fines de enero de 2018, funcionarios kurdos acusaron a las Fuerzas Armadas de Turquía de arrojar napalm, un arma que está prohibida en combate, durante la operación. Además, tanto la Dirección General de Antigüedades y Museos de Siria (representante de la UNESCO en Siria) como el Observatorio Sirio para los Derechos Humanos informaron que el templo histórico de Ain Dara construido durante la existencia del Imperio Hitita fue destruido a causa de los bombardeos realizados por la Fuerza Aérea de Turquía.
El 30 de enero, la Fuerza Aérea de Turquía lanzó volantes en diversos pueblos de Afrin con el pedido de brindar a la operación un apoyo popular con la realización de un levantamiento contra las «fuerzas terroristas de PKK, PYD, YPG e ISIL»,
El 31 de enero, un representante de las Fuerzas Armadas de Turquía negó el uso del Napalm o cualquier otra bomba prohibida durante su campaña militar por parte de la alianza turco-siria.

### Despliegue de armamento

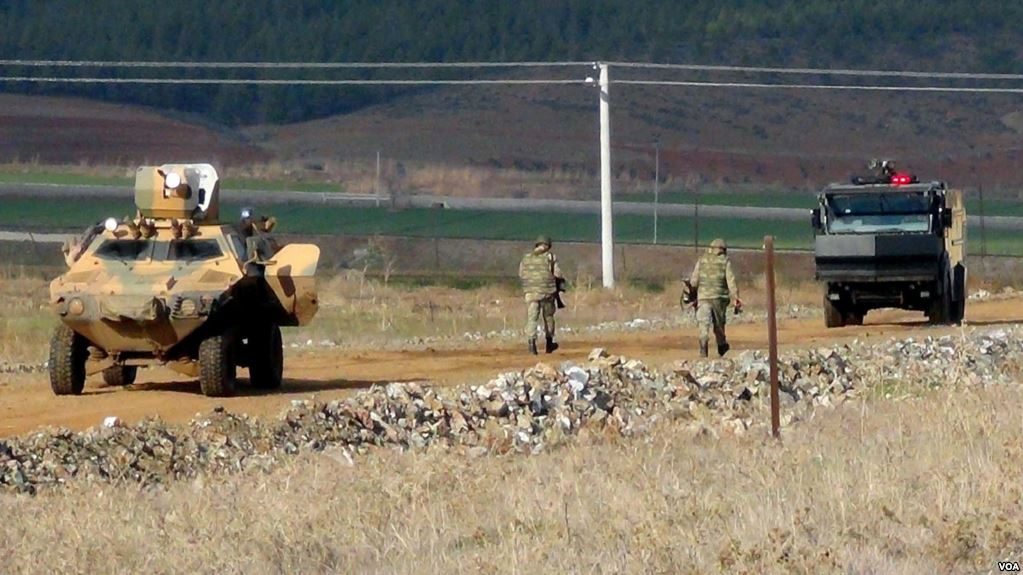
Tropas turcos-sirias pasando la frontera entre Siria y Turquía.

El 20 de enero de 2018 la televisión turca mostro imágenes de varios camiones militares que transportaban tanques y otros vehículos blindados, cruzando la frontera en dirección a Siria. Los vehículos se dirigían hacia la ciudad siria de Azaz, controlada por Turquía. El despliegue se hizo pocas horas después del inicio de la operación.
En el tercer día de la operación militar Rama de Olivo en la ciudad siria de Afrin, las fuerzas turcas iniciaron una nueva ofensiva contra la localidad. Las tropas turcas comenzaron a avanzar hacia Afrin desde el distrito de Azaz, en el noroeste de Siria.

## Desplazados
Observadores militares rusos registraron un importante flujo de civiles desplazados provenientes de Afrin en las localidades de Tel-Ayar y Tel-Rifat. Más de 1000 mujeres y niños pasaron durante un día a través de los puntos de control de la policía castrense, comunicó el Ministerio de Defensa ruso.

## Caída de Afrín
El ejército turco y las milicias sirias rebeldes aliadas de Ankara arrebataron a los kurdo-sirios la ciudad siria de Afrín, y la totalidad del enclave el 18 de marzo de 2018.

## Reacciones internacionales
El Gobierno sirio condenó la «agresión turca contra Afrín» y negó que Turquía hubiera informado a Damasco de la operación, a pesar de que los medios turcos habían afirmado que dicha notificación se dio por escrito.
Al mismo tiempo la milicia kurda YPG dijo que no tuvo más opción que resistir.
Rusia se mostró preocupado por el inicio de la operación en Afrín e instó a todas las partes involucradas a mostrar «moderación mutua», según un comunicado de prensa de la Cancillería rusa.